# دایسوکه مییاکاوا
دایسوکه مییاکاوا (انگلیسی: Daisuke Miyakawa؛ زادهٔ ۶ اکتبر ۱۹۷۹) بازیکن فوتبال اهل ژاپن است.
از باشگاه‌هایی که در آن بازی کرده‌است می‌توان به باشگاه فوتبال سرزو اوساکا اشاره کرد.